# Metropolis Records
 Metropolis Records  — це американський дистриб'юторський лейбл, заснований у 1995 році.
Музичні жанри на яких спеціалізується компанія: futurepop, electro-industrial, дарквейв, EBM, готик-рок, синті-поп.
Офіс фірми розташований у місті Філадельфія, штат Пенсільванія, США.
Більшість колективів випускаються одночасно на європейських лейблах в Європі і на Metropolis Records в Північній Америці.

## Музиканти лейблу
За часи свого існування з лейблом співпрацювали такі колективи, як: 
| - 16 Volt - Accessory - The A.K.A.s (Are Everywhere!) - Alphaville - Amduscia - And One - Angels and Agony - Angelspit - Apoptygma Berzerk - À Rebours - Assemblage 23 - Babyland - backandtotheleft - Battery Cage - Bauhaus - Bella Morte - Blutengel - The Birthday Massacre - The Cassandra Complex - Cesium 137 - Claire Voyant - Clan of Xymox - Cleaner - Client - Combichrist - Covenant - Crocodile Shop (CrocShop) | - Das Ich - Decoded Feedback - Delaware - Diary of Dreams - Dismantled - Dope Stars Inc. - Ego Likeness - Electric Six - Eisbrecher - Epoxies - Excessive Force - Fictional - Flesh Field - Fractured - Front 242 - Front Line Assembly - Funker Vogt - Гері Ньюман - Grendel - Hanzel und Gretyl - IAMX - Icon of Coil - Informatik - In Strict Confidence - Imperative Reaction - Julien-K | - Juno Reactor - Kevorkian Death Cycle - KMFDM - Left Spine Down - Lords of Acid - London After Midnight - Mesh - Mindless Faith - Mindless Self Indulgence - mind.in.a.box - Moving Units - Panzer AG - PIG - Psychopomps - Psyclon Nine - Seabound - Specimen - SKOLD - Suicide Commando - System Syn - Terrorfakt - TheStart - VNV Nation - Velvet Acid Christ - XP8 - Wolfsheim - :Wumpscut: |